# Yuan Taotu
Yuan Taotu 轅濤塗 (fallecido alrededor del 625 a. C., nombre póstumo "Xuanzhong" 宣仲) fue un noble y diplomático del estado de Primaveras y Otoños de Chen. Es considerado como el antepasado de aquellos cuyo apellido es Yuan (袁).